# آشپزی یونانی
آشپزی یونانی (به یونانی: Ελληνική Κουζίνα) یکی از گونه‌های آشپزی مدیترانه ایست که در ویژگی‌هایش با آشپزی ترکی، آشپزی ایتالیایی و آشپزی بالکانی مشترک است.
مواد اولیه پر مصرف در آشپزی یونانی، زیتون، روغن زیتون، سبزیجات و سبزی، پنیر، بادمجان، ماست، غلات و نان، شراب، ماهی و گوشت‌های گوناگون مانند مرغ، خرگوش و گوشت خوک است.
بیشتر خوراک‌های یونانی با نان پیتا سرو می‌شوند. در برخی جاها نان پاکسیمادی نرم شده را می‌خورند.

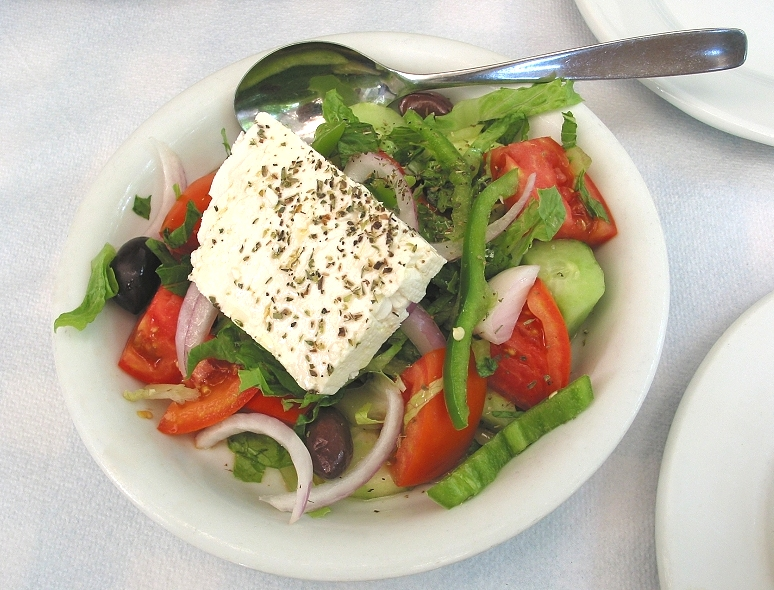
سالاد یونانی کلاسیک

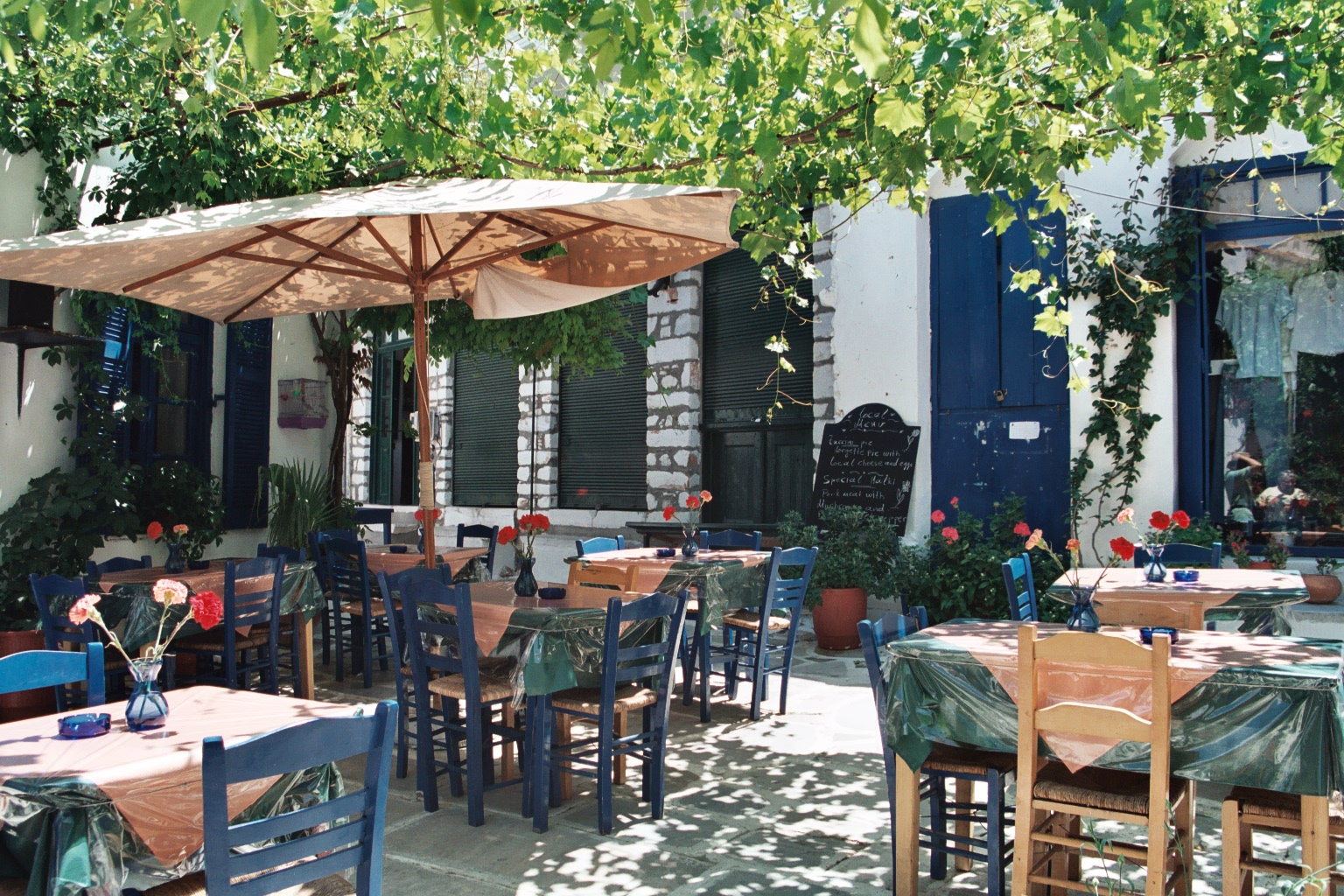
یک رستوران یونانی، رستوران‌ها بخش مهمی در آشپزی یونانی هستند.

## تاریخچه

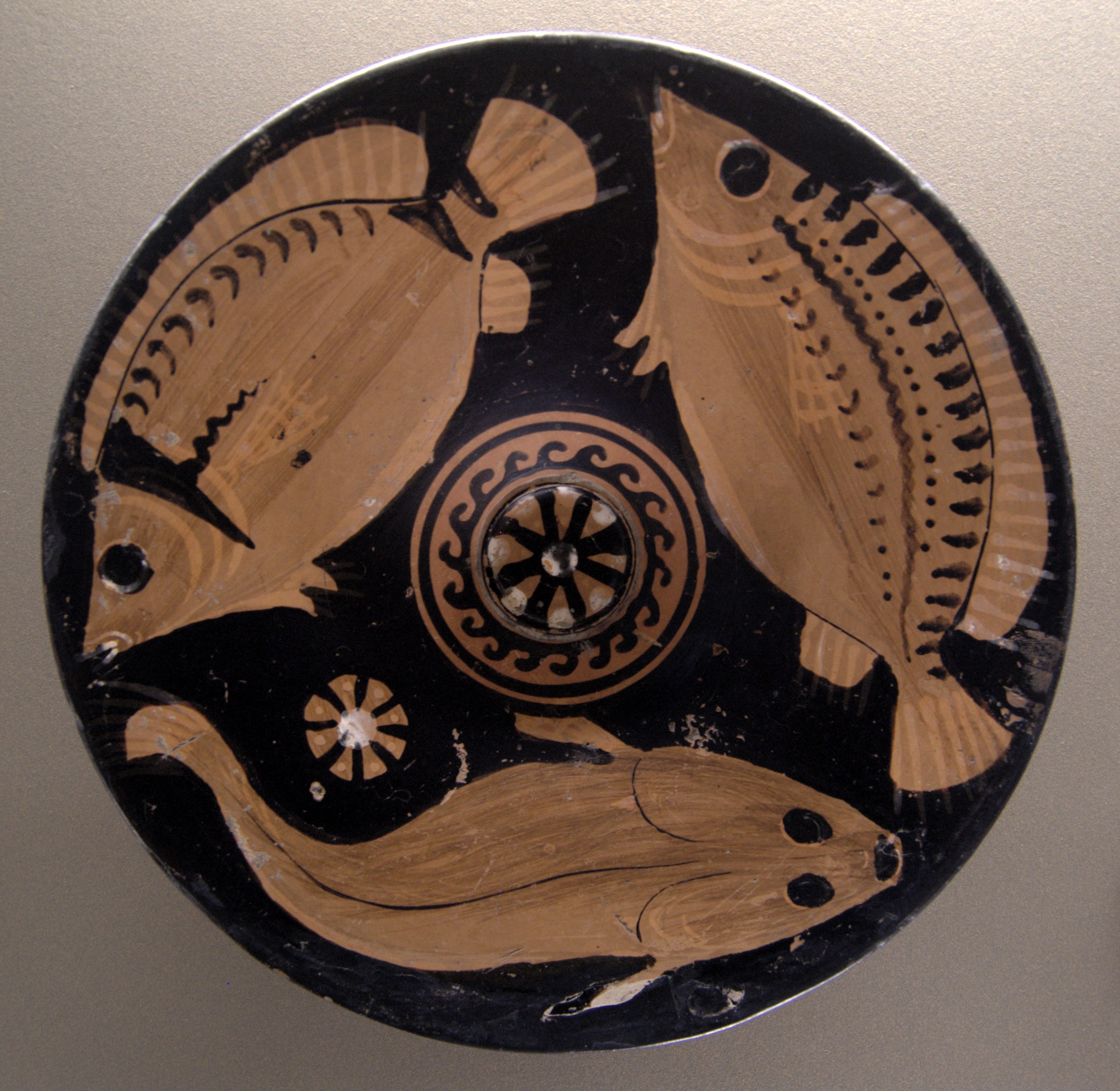
ماهی تازه هموراه مورد علاقهٔ یونانی‌ها بوده‌است. این ظرف مربوط به ۳۲۵ تا ۳۵۰ سال پیش از میلاد است.

آشپزی یونانی دارای پیشینه بسیار درازمدتی است و بسیار از خوراک‌های غربی از آن بازخورد گرفته‌اند.
همچنین نخستین کتاب آشپزی به دست یک یونانی ۳۲۰ سال پیش از میلاد نوشته شد.
از گذشته تا به امروز گندم، روغن زیتون و شراب پایه‌های آشپزی یونانی هستند، البته گوشت ماهی هم کاربرد فراوانی دارد ولی در غذاهای یونانی گوشت قرمز بسیار به ندرت دیده می‌شود.

## مزه دهنده‌های آشپزی یونانی
در آشپزی یونانی روغن زیتون، پونه کوهی، نعناع، سیر، دارچین، میخک، پیاز و سس گوجه فرنگی را به کار می‌برند.
همچنین پایه یا (Base) بیشتر غذاها سیب زمینی، بادمجان، لوبیا سبز، بامیه و پیاز است.

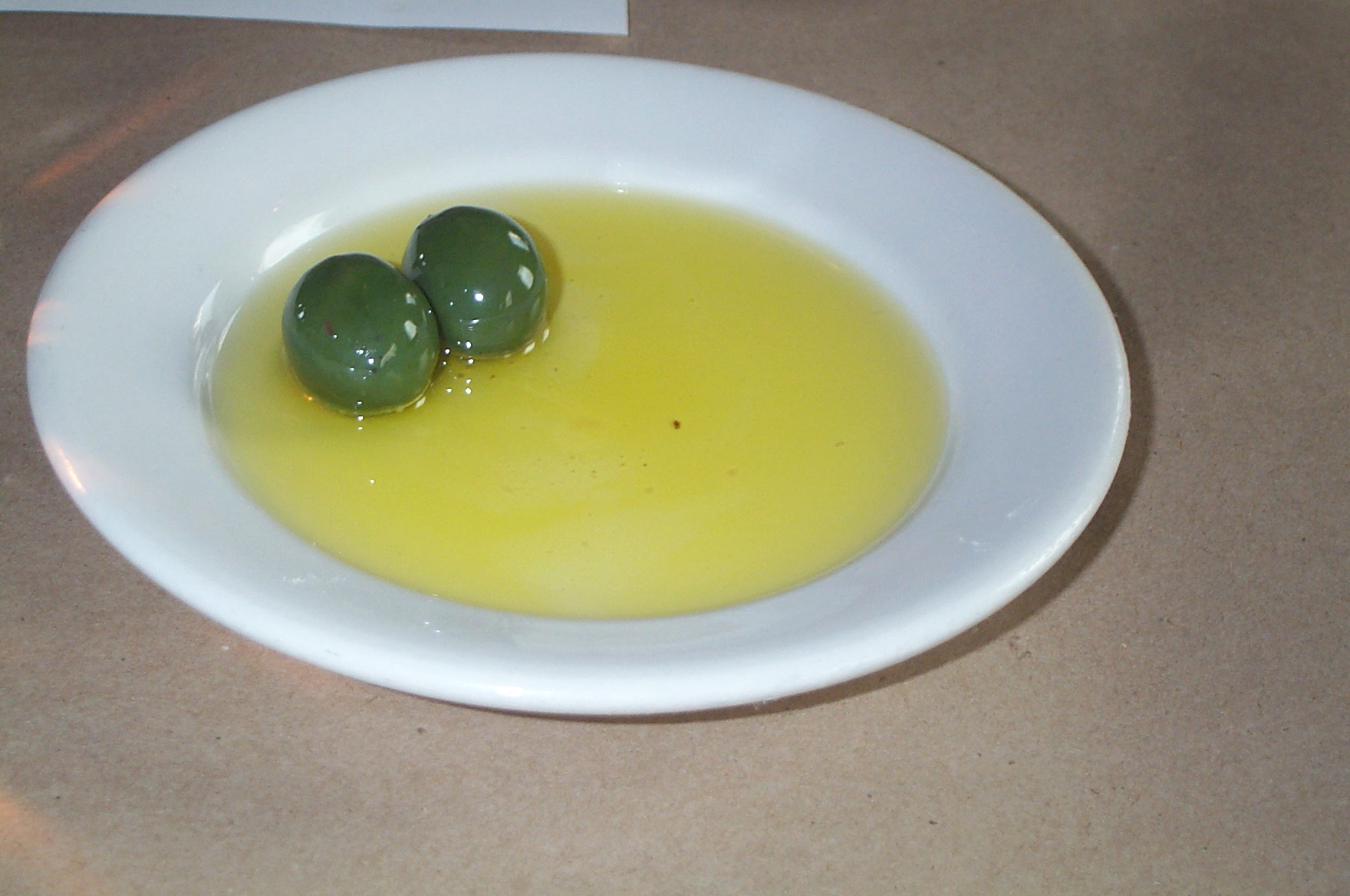
زیتون خوابانده در روغن زیتون.

## رژیم غذایی مردم یونان

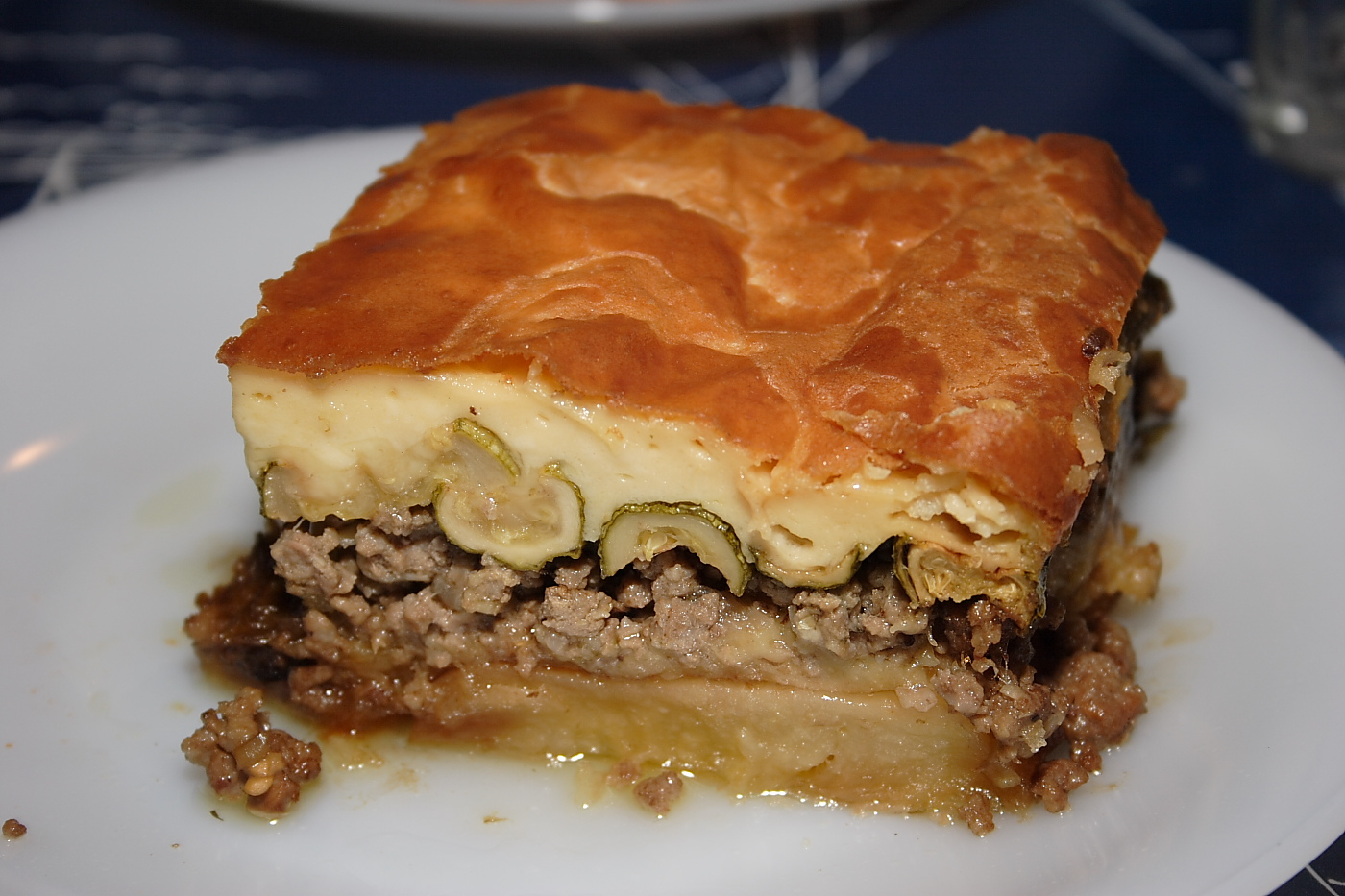
موساکا با کدو سبز و سیب‌زمینی

رژیم گیاهخواری در یونان پرطرفدار است و خوراک‌های بسیاری هم ویژهٔ گیاه‌خوراران در این کشور وجود دارد که بسیار گوناگون و خوشمزه هستند مانند موساکا و ...
همچنین فراورده‌های شیر مانند ماست و پنیر در یونان بسیار گوناگون اند و در تهیه خوراک‌ها کاربرد فراوانی دارند.
در یونان تاکستان‌های بسیار پهناوری وجود دارد و گونه‌های بسیار گوناگونی از شراب در این کشور درست می‌شود؛ که بسیار پرطرفدار هم هستند.
همچنین آبجو هم یکی از نوشیدنی‌های بسیار مورد توجه یونانی هاست که در گونه‌های بسیار گوناگون و متنوع در دسترس مردم است.
در یونان گوناگونیِ شراب‌ها و غذاها در شیرینی‌ها و دسرها نیست و تنها چند گونه شیرینی در یونان وجود دارند که بیشتر آن‌ها هم ریشهٔ ایرانی، ترکی یا عربی دارند.
از دیرباز آشپزی کشورهای نزدیک به یونان مانند ایران، ترکیه، کشورهای بالکان و کشورهای عربی بر فرهنگ غذایی این کشور بازخورد داشته‌اند و شاهد این ماجرا هم نامِ غذاهای یونانی است که بیشتر آن‌ها ریشهٔ پارسی، ترکی یا عربی دارند.
سالاد یونانی کلاسیک
در آشپزی مدیترانه‌ای از روغن زیتون، پنیر فتا و سبزیجات به وفور استفاده می‌شود. سالاد یونانی یکی از پرطرفدارترین سالادهای منطقه مدیترانه در جهان می‌باشد. این سالاد در کنار هر غذایی عالی و اشتهاآور است. همچنین در وعده غذایی شام به همراه مقداری نان سیر می‌تواند کاملاً سیرکننده باشد.
مواد لازم:
کاهو (برگ‌های جوان و تازه) ۱ عدد
گوجه فرنگی ۲ عدد
خیار ۲ عدد
پنیر فتا کم چربی ۱۰۰ گرم
زیتون سیاه بی هسته چند عدد
پیاز بنفش ۱ عدد
شوید خرد شده مقداری
روغن زیتون
سرکه بالزامیک
آویشن
نمک و فلفل سیاه
طرز تهیه:
کاهو، گوجه فرنگی و خیارها را خرد کنید و در یک کاسه سالاد خوری مخلوط کنید. پنیر فتای کم چربی را که مکعبی خرد کرده‌اید به همراه زیتون‌ها و شوید خرد شده روی سالاد بریزید.
سالاد را با نمک، فلفل سیاه، آویشن، روغن زیتون و سرکه بالزامیک مزه دار کنید.